# Ewa Kruk
Ewa Kruk (ur. 5 grudnia 1944 w Mościcach, zm. 28 sierpnia 2005 we Francji) – polska reżyserka, twórczyni filmów dokumentalnych i fabularnych.

## Życiorys
Jej ojcem był inżynier wywodzący się ze Lwowa. Do 1950 mieszkała z rodziną w Mościcach, potem przeniosła się do Warszawy. Po nieudanej próbie dostania się na PWSTiF w Łodzi podjęła studia polonistyczne na Uniwersytecie Warszawskim. Po roku ponownie spróbowała dostać się na studia filmowe w Łodzi, tym razem z sukcesem. W latach 1963–1964 studiowała na Wydziale Operatorskim, później przeniosła się na Wydział Reżyserski. Dyplom uzyskała w 1971.
W 1972 za film Sezon otrzymała Nagrodę Klubu Krytyki Filmowej Stowarzyszenia Dziennikarzy Polskich na Festiwalu Filmów Krótkometrażowych w Krakowie, a dwa lata później Brązowego Lajkonika na Krakowskim Festiwalu Filmowym za film Pradziadek Sól. Nakręciła też serię reportaży z placów budowy. W 1974 nakręciła na potrzeby telewizji swój pierwszy film fabularny – Koniec babiego lata, który przedstawiał zderzenie obyczajowości wiejskiej i miejskiej, a przedstawiony tam wizerunek mieszkańców wsi był na tyle niekorzystny, że pisarz wiejski Józef Morton groził Kruk sądem.
W 1975 wyszła za francuskiego reżysera dźwięku, Paula Grangera. W 1976 otrzymała II Nagrodę Międzynarodowego Stowarzyszenia Dziennikarzy Turystycznych na Festiwalu Filmów Turystycznych w Szpindlerowym Młynie za film Jest jeszcze taka szansa. W 1977 nakręciła film Palace Hotel na podstawie powieści Stanisława Dygata pt. Dworzec w Monachium; Dygat był także współautorem scenariusza. Film został silnie skrytykowany podczas kolaudacji, w której wzięły udział 22 osoby, w tym Janusz Wilhelmi, szef Komitetu Kinematografii. Kruk i Dygatowi zarzucano niezgodny z prawdą i krzywdzący dla Polaków obraz okupacji (np. łagodne zachowanie Niemców podczas rewizji czy scena rabowania płonącej ambasady francuskiej przez warszawiaków), zdaniem uczestniczącego w kolaudacji Bohdana Poręby na tyle szkalujący Polaków i zafałszowujący obraz ich okupacyjnych losów, że reżyserce należałoby wytoczyć proces. W obronie Kruk stanęli m.in. Jerzy Kawalerowicz (chwalący ją za dobre przełożenie prozy Dygata na język filmu) oraz Aleksander Ścibor-Rylski. Reżyserki stanowczo bronił także Dygat, biorąc na siebie całą odpowiedzialność za scenariusz i jego wymowę ideologiczną. Janusz Wilhelmi uznał film za niewłaściwy, prezentując tę opinię jako stanowisko Komitetu Kinematografii. Oskarżony o antypolskość Dygat, chorujący na serce, doznał pogorszenia stanu zdrowia i zmarł kilka tygodni później. Rozwiązano też Zespół Filmowy Pryzmat, w którym film powstał, ze względu m.in. na negatywne kolaudacje filmów w nim powstałych, w tym właśnie Palace Hotel. Sam film miał premierę dopiero w 1983.
W 1977 urodziła córkę, Nathalie Granger. W tym samym roku wyjechała z Polski do Francji, częściowo w wyniku rozczarowania po nieudanej kolaudacji Palace Hotelu, częściowo ze względu na okoliczności rodzinne. We Francji nadal zajmowała się kinem, kręcąc filmy telewizyjne i dokumentalne oraz prowadząc warsztaty filmowe dla trudnej młodzieży. Zmarła 28 sierpnia 2005.

## Filmografia
- Z tamtej strony (1970)
- Osadnicy (1971)
- Sezon (1971)
- Ktoś od nich (1972)
- Hydrobudowa (1972)
- Pradziadek Sól (1973)
- Limanowa'74 (1974)
- Koniec babiego lata (1974)
- Jest jeszcze taka szansa (1976)
- Palace Hotel (1977)
- 13 marca (org. 13 mars, 1982, zrealizowany dla Stowarzyszenia na Rzecz Praw Polaków[10])
- Imperium Noisiel (org. L'empire de Noisiel, 1983, na zlecenie francuskiego Ministerstwa Kultury[9])
- Dom czterech pór (org. Maison á quatre temps, 1988)
- Nowi Europejczycy (org. The New Europeans, 1991)
- Dom św. Kazimierza (org. St. Casimir, 1993)
- Tawerny, Marna i akordeon (org. Les Guinguettes, la Marne er l'accordeon, 1993)
- Samotności (org. Solitudes, 1995, zrealizowany na zlecenie brukselskiego Centrum Zapobiegania Samobójstwom[9])
- Z gospodarstwa do mieszkania (org. De la ferme à l'appart, 1996)
- W polu kwiatów (org. Dans un Champs de Fleurs, 1999, zrealizowany na zlecenie Centrum Edukacji Pacjenta w Godinne[9])